# Сиријска оријентално-православна црква
Сиријска оријентално-православна црква је једна од аутокефалних древноисточних цркви. Настала је након Халкидонског сабора (451), одвајањем сиријских монофизита од православне Антиохијске патријаршије. Коначну структуру добила је током 6. века и од тада је постала позната као Јаковитска црква, по епископу Јакову Барадеју који је одиграо значајну улогу у њеном јерархијском организовању. Ова црква, заједно са осталим оријентално-православним црквама, заступа специфичну миафизитску христологију, поштује изворни Никејско-цариградски симбол вере, заступа правоверну пнеуматологију и не признаје филиоквистичку јерес, нити било коју другу хулу на Светог духа.
Сиријска оријентално-православна црква има зачетак у монофизитској групи у Сирији, окупљеној око свргнутог антиохијског патријарха Петра, који је умро у расколу 488. године. Један од њених најзначајнијих поглавара био је Севир Антиохијски. После прогонства из Антиохије, црква премешта своје седиште у Мардин (данашња Турска), затим у Хомс (Сирија), а 1959. године у Дамаск. У богослужењу користи Литургију Светога Јакова на сирском језику (западносирски обред). Од 878. године поглавари ове цркве носе титуларно име Игњатије. У савременом добу, упркос старим христолошким разликама, Сиријска оријентално-православна црква је (заједно са осталим оријентално-православним црквама) обновила теолошки дијалог са црквама васељенског православља, што је довело до успостављања међусобне сарадње и добрих односа.